# Victor Jensen
Victor Jensen, né le 8 février 2000 à Hvidovre au Danemark, est un footballeur danois qui évolue au poste de milieu de terrain au FC Utrecht.

## Biographie

### En club
Né à Hvidovre au Danemark, Victor Jensen est formé par l'un des clubs de sa ville natale, le Hvidovre IF, puis par le FC Copenhague. Il quitte son pays natal très jeune et rejoint le centre de formation de l'Ajax Amsterdam, en juin 2016.
Il est intégré pour la première fois à l'équipe première de l'Ajax en janvier 2019, lors d'un tournoi amical en Floride.
Le 1er février 2021 il est prêté jusqu'à la fin de la saison au FC Nordsjaelland,.
Il débute avec l'équipe première de l'Ajax Amsterdam lors de la saison 2020-2021. Cette saison-là le club est sacré Champion des Pays-Bas, il remporte ainsi le premier titre de sa carrière.
Le 1er mars 2022, Victor Jensen prolonge son contrat avec l'Ajax jusqu'en juin 2024, avant d'être prêté jusqu'en décembre 2022 au Rosenborg BK,.
Le 31 janvier 2023, Victor Jensen quitte définitivement l'Ajax Amsterdam pour s'engager au FC Utrecht. Il signe un contrat courant jusqu'en juin 2026 avec une année supplémentaire en option.
Jensen inscrit son premier but pour le FC Utrecht lors d'une rencontre de championnat face au Sparta Rotterdam, le 24 février 2023.

### En sélection nationale
Il représente l'équipe du Danemark des moins de 17 ans de 2016 à 2017 jouant au total onze matchs et marquant six buts.
Le 6 septembre 2019 Victor Jensen joue son premier match avec l'équipe du Danemark espoirs contre la Hongrie et porte le brassard de capitaine à cette occasion. Les deux équipes se neutralisent ce jour-là (0-0). Pour sa deuxième sélection avec les espoirs, le 13 octobre 2020 contre la Finlande, il marque deux buts, permettant à son équipe de s'imposer (2-1 score final).

## Palmarès
Ajax Amsterdam
- Championnat des Pays-Bas (1) :
  - Champion : 2020-21.